# 三指假瘤蕨
三指假瘤蕨（学名：Phymatopteris triloba）为水龙骨科假瘤蕨属的植物。分布于马来西亚、印度尼西亚、越南、泰国、菲律宾以及中国大陆的海南等地，生长于海拔1,300米的地区，常生于树上及石上，目前尚未由人工引种栽培。